# Katastrofa lotu Siberia Airlines 1812
Katastrofa lotu Sibir Airlines 1812 – zestrzelenie 4 października 2001 nad Morzem Czarnym samolotu pasażerskiego rosyjskich linii lotniczych Siberia Airlines typu Tupolew Tu-154M lecącego z Tel Awiw-Jafa do Nowosybirska. W katastrofie zginęli wszyscy obecni na pokładzie – 78 osób.

## Przebieg lotu
Tupolew Tu-154 M (RA-85693) wystartował z lotniska w Tel Awiwie, w stronę portu docelowego w Nowosybirsku. Maszyna wzniosła się na wysokość 36 000 stóp i weszła w korytarz powietrzny B-145 nad Morzem Czarnym. Kapitanem samolotu był Jewgienij Garow, a drugim pilotem Boris Lewczugow. 
W okolicach Półwyspu Krymskiego w tym samym czasie odbywały się lotnicze ćwiczenia wojskowe armii ukraińskiej. Jedna z rakiet 5W28E odpalona z zestawu S-200WE trafiła w Tupolewa, przez co nastąpiła dekompresja w kabinie pasażerskiej i wybuchł pożar. Samolot rozbił się w Morzu Czarnym i zatonął na głębokości 2000 m. Katastrofa miała miejsce 140 km od tureckiego miasta Samsun. Z obawy przed atakiem terrorystycznym lotnisko Tel Aviv-Ben Gurion i przestrzeń powietrzna zostały zamknięte na kilka godzin.

## Ofiary katastrofy
| Kraj   | Pasażerowie | Załoga | Razem |
| ------ | ----------- | ------ | ----- |
| Izrael | 40          | -      | 40    |
| Rosja  | 26          | 12     | 38    |
| Razem  | 66          | 12     | 78    |